# Золотой сатрап
Золотой сатрап (лат. Satrapa icterophrys) — вид птиц из семейства тиранновых. Единственный вид в одноимённом роде Satrapa.

## Описание
Золотой сатрап достигает длины тела 16 см и массы 20 г. Верхняя сторона тела оливково-зелёная, с более тёмным оливковым оттенком на макушке. Над глазами проходит черноватая полоса, а выше неё — ярко-жёлтая полоса. Нижняя часть тела ярко-жёлтая, грудь с оливковым оттенком. Крылья черноватого цвета с серой окантовкой и двумя нечёткими полосами. Рулевые перья черноватые. Клюв довольно короткий и узкий, ноги тоже короткие.

## Распространение
Золотые сатрапы распространены в Южной Америке: Аргентина, Боливия, Бразилия, Венесуэла, Колумбия, Парагвай, Перу и Уругвай.
Естественные места обитания вида включают в себя влажные низменные леса, пастбища и участки вырубленного леса в районе тропиков и субтропиков.